# وابسته به حفاظت

نمایی از طبقه‌ها در «طبقه‌بندی و معیارهای IUCN 1994 (نسخه ۲٫۳)» که دیگر استفاده نمی‌شود، با برجسته‌سازی وابسته به حفاظت (LR/cd). این طبقه در بازنگری سال ۲۰۰۱ به دسته "نزدیک تهدید" تقسیم شد، اما برخی از گونه‌هایی که دوباره ارزیابی نشده‌اند، ارزیابی پیشین را حفظ می‌کنند.

یک گونه وابسته به حفاظت گونه‌ای است که در طبقه‌بندی به عنوان وابسته به حفاظت (LR/cd) توسط اتحادیه بین‌المللی حفاظت از طبیعت (IUCN)، یعنی به عنوان وابسته به تلاش‌های حفاظتی برای جلوگیری از تبدیل شدن به گونه‌های تهدیدشده با خطر انقراض است. چنین گونه‌هایی باید کانون برنامه‌های حفاظت از گونه‌های خاص و/یا زیستگاه‌های خاص باشند، که توقف آن منجر به واجد شرایط شدن گونه‌ها برای یکی از طبقه‌های تهدیدشده در یک دوره پنج ساله می‌شود.
این طبقه بخشی از طبقه‌بندی و معیارهای IUCN 1994 (نسخه ۲٫۳) است که دیگر در ارزیابی گونه‌ها استفاده نمی‌شود، اما در فهرست سرخ IUCN برای گونه‌های ارزیابی‌شده پیش از سال ۲۰۰۱، زمانی که نسخه ۳٫۱ برای اولین بار استفاده شد، وجود دارد. با استفاده از سیستم 2001 (v3.1) این گونه‌ها به‌عنوان نزدیک تهدید طبقه‌بندی می‌شوند، اما آنهایی که دورباره ارزیابی نشده‌اند، در دسته «وابسته به حفاظت» باقی می‌مانند.
تا تاریخ دسامبر ۲۰۱۵، ۲۰۹ گونه گیاهی و ۲۹ گونه جانوری وابسته به حفاظت باقی ماندند.
نمونه‌هایی از گونه‌های وابسته به حفاظت شامل کیمن سیاه (نام علمی: Melanosuchus niger)، سیناراپان، کریکت زمینی کالیفرنیا و گیاه گلدار (نام علمی: Garcinia hermonii) هستند.

## جانوران وابسته به حفاظت
تا تاریخ دسامبر ۲۰۱۵, هنوز IUCN 29 گونه جانوری و دو زیرجمعیت یا ذخیره وابسته به حفاظت را فهرست کرد.

### نرم‌تنان
- Bear paw clam
- China clam
- صدف غول‌پیکر ماکسیما
- Fluted giant clam

### بندپایان
- Mono Lake brine shrimp
- Attheyella yemanjae
- Canthocamptus campaneri
- Metacyclops campestris
- Murunducaris juneae
- Muscocyclops bidenatus
- Muscocyclops therasiae
- California ground cricket
- Ponticyclops boscoi
- Spaniacris deserticola
- Stenopelmatus nigrocapitatus
- Thermocyclops parvus

### ماهی
- Banded mountain zipper loach
- Ceylonese combtail
- Ornate paradisefish
- Sinarapan
- Two spot barb
- Black ruby barb
- Cherry barb
- Pearly rasbora
- Side-striped barb

### خزندگان
- کیمن سیاه
- لاک‌پشت پابلند پهن

### پستانداران
زیرجمعیت‌ها و ذخایر
- نهنگ کمانی (۱ زیرجمعیت / ذخیره)
- نهنگ آبی شمالی (۱ زیرجمعیت / ذخیره)

## قانون EPBC
در استرالیا، قانون حفاظت از محیط زیست و حفاظت از تنوع زیستی سال ۱۹۹۹ هنوز از طبقه‌بندی «وابسته به حفاظت» برای طبقه‌بندی گونه‌های جانوران و گیاهان استفاده می‌کند. گونه‌هایی که به‌عنوان «وابسته به حفاظت» شناخته می‌شوند، حمایت خاصی دریافت نمی‌کنند، زیرا «موضوع مهم زیست‌محیطی ملی تحت قانون EPBC» در نظر گرفته نمی‌شوند.
این قانون از طبقه‌بندی مشابه طبقه‌بندی و معیارهای IUCN 1994 استفاده می‌کند. با این حال، یک طبقه نزدیک تهدید یا هر طبقه از «ریسک کمتر» دیگری ندارد.
تا تاریخ دسامبر ۲۰۰۶, تنها دو گونه در این قانون این وضعیت را دریافت کردند:
- ماهی رافی نارنجی (Hoplostethus atlanticus)
- خفاش بال‌خمیده جنوبی (Miniopterus schreibersii bassanii)

طبق قانون EPBC هیچ گیاهی در این دسته جای نگرفته‌است.